# Liêm chính Tài chính Toàn cầu
Liêm chính Tài chính Toàn cầu (Global Financial Integrity - GFI) là một tổ chức phi chính phủ có trụ sở tại Washington nhằm thúc đẩy các chính sách quốc gia và đa phương, các biện pháp bảo vệ và thỏa thuận nhằm kiềm chế sự di chuyển qua biên giới của dòng tài chính bất hợp pháp: hối lộ, buôn lậu, tội phạm có tổ chức và không tuân thủ thuế. Hành động của nó liên quan đến việc thiết lập quan hệ đối tác chiến lược, phổ biến các báo cáo nghiên cứu và đề xuất các giải pháp để kiềm chế dòng vốn bất hợp pháp. Nó cũng xuất bản các bài báo trên báo chí quốc tế để làm nổi bật các trường hợp cụ thể.

## Lịch sử và mục tiêu
Liêm chính tài chính toàn cầu được thành lập năm 2006 sau khi xuất bản cuốn Achilles Talon của chủ nghĩa tư bản: Tiền bẩn và cách làm mới hệ thống kinh tế thị trường.  Tác giả của nó, Raymond W. Baker, khi đó là giám đốc của Center for International Policy NGO Center for International Policy hiện là giám đốc của GFI.
Các mục tiêu đã nêu của GFI dựa trên ước tính 1 tỷ đô la từ các quỹ bất hợp pháp mua lại, chuyển nhượng hoặc sử dụng qua biên giới hàng năm, và trong tổng số này, một nửa được chuyển từ các nền kinh tế đang phát triển sang các nước tiên tiến. Đối với GFI, những chuyển nhượng này là nguồn gây thiệt hại kinh tế nghiêm trọng nhất. Những dòng vốn bất hợp pháp này, được thể hiện bằng chuyển tiền mặt được tạo ra bởi các băng đảng ma túy, các tổ chức khủng bố và gian lận thuế trên toàn cầu, làm suy yếu các mục tiêu của Ngân hàng Thế giới và các tổ chức cho vay khác, tước đoạt các quốc gia đang phát triển các nguồn lực quan trọng và góp phần phá sản các quốc gia này.

## Hoạt động
Vào tháng 12 năm 2008, GFI đã phát hành một nghiên cứu toàn diện, Dòng tài chính bất hợp pháp từ các nước đang phát triển: 2002-2006, cho thấy các nước đang phát triển mất khoảng 1 nghìn tỷ đô la mỗi năm do dòng tài chính bất hợp pháp. Nghiên cứu cũng nhấn mạnh một xu hướng quan trọng khác nền kinh tế của các quốc gia này đang mất gấp 10 lần số tiền họ nhận được từ viện trợ quốc tế.
Vào tháng 1 năm 2009, GFI đã tập hợp các đại diện của một số tổ chức phi chính phủ, bao gồm Tổ chức Minh bạch Quốc tế và các chính phủ để thành lập Task Force on Financial Integrity and Economic Development, chủ trương cho sự minh bạch và trách nhiệm cao hơn trong hệ thống tài chính toàn cầu. Đồng thời, nó đã vận động hành lang các tổ chức quản lý quốc tế và các quốc gia có thuế thuận lợi, bắt đầu với OECD và Thụy Sĩ.
Trong cùng năm đó, GFI ước tính rằng 50% kết quả thương mại thế giới đã thoát thuế nhờ các thiên đường thuế.
Vào tháng 1 năm 2011, GFI đã xuất bản một nghiên cứu, Dòng tài chính Bất hợp pháp từ Các nước Đang Phát triển: 2000-2008, trong đó phát hiện ra rằng dòng tài chính bất hợp pháp từ 48 quốc gia kém phát triển nhất đã tăng từ 7,9 tỷ đô la năm 2006 lên 20,2 tỷ đô la trong năm 2008. Ở cấp độ toàn cầu, cho tất cả các nước đang phát triển, những con số này tương ứng là 411 tỷ đô la vào năm 2000, so với 1 234 năm 2008, với tổng số tích lũy là 6,5 nghìn tỷ đô la trong giai đoạn này.
Liêm chính tài chính toàn cầu (GFI) thường xuyên vận động sau OECD và G20 để thực hiện các biện pháp bảo vệ mới nhằm cải thiện tính minh bạch và hợp tác trong hệ thống tài chính toàn cầu. GFI cũng ủng hộ Đạo luật lạm dụng Haven Haven thuế năm 2009, do Thượng nghị sĩ Carl Levin giới thiệu.

## Lợi ích
Các ấn phẩm của GFI đã được xuất bản rộng rãi ở Châu Âu, Châu Phi, Châu Á và Hoa Kỳ.
Báo cáo năm 2011 đã được trình bày tại Hội nghị Liên hợp quốc lần thứ tư về các nước kém phát triển được tổ chức tại Thổ Nhĩ Kỳ.

## Ban quản trị
NGO có một ban giám đốc, được hỗ trợ bởi một hội đồng tư vấn. Trong số các thành viên hội đồng quản trị có một cựu nhà kinh tế của IMF, Dev Kar.
Ủy ban cố vấn, bao gồm các nhân cách quốc tế, đề cập đến những điều khác về sự hiện diện của Eva Joly, một thành viên của Sinh thái Châu Âu - The Greens và được công nhận vào năm 2010 vì công việc không mệt mỏi của cô ấy chống lại tham nhũng và gian lận thông qua "Giải thưởng cho Lãnh đạo gương mẫu."
Tài chính cho GFI được cung cấp bởi Quỹ Ford, Lực lượng đặc nhiệm về phát triển kinh tế và liêm chính tài chính, cũng như bởi các nhà tài trợ tư nhân, theo thông tin được đề cập trên trang web của NGO.

### Báo cáo được công bố
- (tiếng Anh) bất hợp pháp tài chính bắt nguồn từ nước đang phát triển: 2002-2006 Lưu trữ ngày 4 tháng 12 năm 2009 tại Wayback Machine
- (tiếng Anh) Báo cáo mới thấy đó bất hợp pháp tài chính chảy ra của Phát triển Thế giới áp đảo Ngoại Aid Lưu trữ ngày 25 tháng 6 năm 2011 tại Wayback Machine
- (tiếng Anh) bất hợp pháp tài chính bắt nguồn từ nước đang phát triển: 2000-2009
- (tiếng Anh) Mẹo Sheet: dòng tài chính bất hợp pháp từ nước đang phát triển 2000-2009 Lưu trữ ngày 26 tháng 7 năm 2011 tại Wayback Machine